# Le Faiseur (film, 1949)
Pour les articles homonymes, voir Le Faiseur (homonymie).
Le Faiseur (The Lovable Cheat) est un film américain de Richard Oswald sorti aux États-Unis le 11 mai 1949, avec Buster Keaton.
Le film est adapté de la pièce de théâtre d'Honoré de Balzac, Le Faiseur, ou Mercadet le faiseur.

## Synopsis
Un homme d'affaires, Mercadet, poursuivi par ses créanciers s'invente un associé, Godeau, censé revenir avec une immense fortune. En attendant Godeau, Mercadet essaie de marier sa fille Julie à un homme riche.

## Fiche technique
- Réalisateur : Richard Oswald, assisté de Gerd Oswald
- Adaptation : Edward Lewis
- Scénario : Edward Lewis
- Durée : 75 min.
- Pays de production :  États-Unis
- Couleur : noir et blanc
- Production : Skyline Pictures more
- Genre : comédie
- Date de sortie : 11 mai 1949

## Distribution
- Charles Ruggles : Mercadet
- Peggy Ann Garner : Julie Mercadet
- Richard Ney : Jacques Minard
- Iris Adrian : madame Mercadet
- Ludwig Donath : Violette
- Fritz Feld : monsieur Louis
- John Wengraf : Pierquin
- Edna Holland : madame Pierquin
- Helen Servis : madame Goulard
- Jody Gilbert : madame Violette
- Judith Trafford : Thérèse
- Buster Keaton : Goulard